# Дългомуцунест тюлен
Дългомуцунестите тюлени (Halichoerus grypus) са вид едри бозайници от семейство Същински тюлени (Phocidae), единствен представител на род Halichoerus.
Разпространени са в северните части на Атлантическия океан, от Ню Джърси до Балтийско море. Мъжките достигат 3,3 m дължина и 400 kg маса, а женските - 2,0 m дължина и 250 kg маса, като животните в западната част на ареала са по-едри. Хранят се главно с риба, като ловуват на дълбочина до 70 m.